# 刺客教條 (遊戲)
《刺客信条》是由育碧的蒙特利爾工作室開發的潜行類動作冒險遊戲，於2007年11月在PlayStation 3和Xbox 360上發行。Windows版追加了內容並更名為《刺客教條：導演剪輯版》，於2008年4月推出。

## 遊戲系統
界面採用開放世界第三人稱視角，以主角追溯其刺客祖先記憶而控制其行動。遊戲引入「社會狀態圖像」（Social Status Icon）從而讓主角能了解附近敵兵與區域對其祖先的注意程度及警戒狀態，並以「高姿態」（High Profile）及「低姿態」（Low Profile）區分行動性質：低姿態行為較容易被社會接受；高姿態行為以行動為中心（例如擒拿和拋擲敵人、疾跑）。一旦附近區域對其祖先出現高度警戒狀態，其祖先可選擇把應戰敵兵殺死或逃離敵兵視線範圍並躲藏直至警戒回復正常。
其祖先之生命值以主角及祖先之間之「同步值」（Sychronization）顯示：作出與真實記憶不合之事（如受傷或傷及無辜）會使同步值下降，失去之同步值能透過重新經歷祖先之生活而遂漸回復，降至零點會導致記憶重新開始；作出與真實記憶相同之事（如拯救市民或在每次刺殺行動前對目標作出全面調查）會使同步最高值逐漸提升。完全同步時主角可使用其祖先之第六感官「鷹眼視界」（Eagle Vision）以感知附近人們對其祖先之態度。

## 故事劇情
2012年9月1日04:02，酒保戴斯蒙·迈尔斯被跨國製藥公司Abstergo 劫持作為基因記憶追溯機器「Animus」的第十七個實驗體，目的為獲得其活躍於1191年第三次十字軍東征時期、隸屬敍利亞刺客組織之刺客祖先－阿泰爾·伊本·拉阿哈德（Altaïr ibn La-Ahad）的一段記憶。
當年阿泰爾奉命與兩名同伴到所羅門聖殿尋找一個古代遺物，卻對於自己過度自信，不但被刺客之宿敵聖殿騎士團阻止且違背了三大刺客教條：不殺無辜、不暴露行蹤、不連累刺客組織。於回到刺客組織位於馬西亞夫的堡壘後，刺客組織之首拉希德丁·锡南（Rashid ad-Din Sinan）把阿泰爾降至最低級別，同時命其刺殺九名位於聖地（耶路撒冷、大馬士革、阿卡）內的騎士團重要人物以作贖罪，為十字軍及撒拉森勢力之間帶來和平。
阿泰爾把各人逐一刺殺，並了解眾人之目的為利用從所羅門聖殿取得之古代遺物控制人民思想以帶來和平，而聖殿騎士團之最終計劃為聯合十字軍及撒拉森勢力以摧毀刺客組織，但阿泰爾在刺殺最後一名目標－聖殿騎士團大團長羅貝爾·德·薩布萊後始悉拉希德丁乃聖殿騎士，因企圖獨佔遺物而派遣阿泰爾刺殺其餘九人：該遺物名為「伊甸碎片」，能控制人類思想及造出幻象，而古代之超自然現像包括古埃及法師把手杖變成蛇、摩西分紅海、特洛伊戰爭中神明顯靈、迦拿的婚禮中水變成酒等全為此遺物造出之幻象。在阿泰爾回到刺客組織堡壘後，拉希德丁利用碎片造出各種幻象與阿泰爾展開決鬥。阿泰爾擊破各幻術後刺殺拉希德丁，碎片亦於此時投射出全世界其餘多塊碎片位置的立體影像。
Abstergo 在取得該段記憶後計劃把戴斯蒙留待日後處決，但戴斯蒙在研究人員離開後看見實驗室地上及牆上出現以鮮血寫成之文字：因長期進入Animus 而出現之副作用－「出血效應」（Bleeding Effect）使戴斯蒙擁有了鷹眼視覺，看見第十六實驗體自殺前以血寫下之2012年預言及其他加密訊息。
戴斯蒙、現代刺客及Abstergo（現代聖殿騎士團）之事跡於後繼作品《刺客信条II》中續有敘述。

## 登場人物
主條目：刺客教條系列角色列表

## 開發
在《波斯王子：時之砂》完成後，遊戲設計師Patrice Désilets獲指示開發另一款波斯王子遊戲。遊戲靈感來自哈桑·沙巴，並以《波斯至子：刺客》之名開始開發。Désilets認為以王子作為主角並不吸引，因此該王子被安排成為需要由玩家操縱之刺客拯救之人工智能角色，但育碧不希望開發一款不以王子為中心之波斯王子遊戲，遊戲最終變成新的知識產權，王子角色也被刪除。
2006年9月28日，開發者Jade Raymond在與IGN的會談中表示主角阿泰爾是一名過去不明之中世紀刺客，而他也不是一名時空旅行者。於2006年12月13日另一次IGN會談中，配音員Kristen Bell談及遊戲劇情：劇情將圍繞基因記憶以及一個欲尋找刺客後裔之機構。
Raymond也於一會談中表示遊戲靈感來自1938年小說《Alamut》。

## 評價
| 汇总媒体     | 得分                                |
| ------------ | ----------------------------------- |
| GameRankings | X360：82.92% PC：79.87% PS3：79.30% |
| Metacritic   | PS3：81/100 X360：81/100 PC：79/100 |

| 媒体            | 得分   |
| --------------- | ------ |
| 1UP.com         | 7.0/10 |
| Eurogamer       | 7/10   |
| Game Informer   | 9.5/10 |
| GamesRadar+     | 10/10  |
| GameSpot        | 9/10   |
| GamesTM         | 4/5    |
| IGN             | 9.2/10 |
| 官方Xbox杂志    | 8.5/10 |
| PALGN           | 7.7/10 |
| PlayStation杂志 | 5/5    |
| Fami通          | 37/40  |

遊戲普遍獲得正面評價。Eurogamer表示遊玩過程沒有進步，最終變得沈悶而且過於重複。Electronic Gaming Monthly成員Andrew P.於評論中認為遊戲的跑酷式逃生路線富挑戰性。Fami通以40分為滿分下分別為遊戲之Xbox 360版和PS3版給予36分和37分，讚揚了遊戲劇情、表達手法和主角之高難度動作，但對過於簡單之戰鬥系統、地圖和視角問題作出批評。Game Informer以10分為滿分下給予遊戲9.5分，讚揚遊戲之操作系統、重玩價值和吸引的劇情，但認為情報打聽的任務過於重複。ESPN成員Aaron Boulding認為遊戲之社會潛行概念相當創新，而且設計者在視覺上捕捉了神髓。。GameTrailers同樣表揚了遊戲的劇情並對此給予9.7分，但指出重複度高的玩法與下等的人工智能使遊戲的潛質下降，認為遊戲雖有所突破但未能做好部分基本要素。GamesRadar為遊戲給予10分滿分；Metacritic為遊戲之Xbox 360與PS3版各給予81分。GamePro認為如果玩家願意付出耐性，遊戲能提供部分最佳的遊玩體驗。Hyper雜誌成員Darren Wells讚揚遊戲劇情、畫面和操作，但批評部分任務不大適合電腦平台而且選單系統設計不佳。

## 外部連結
- 刺客信条遊戲官方網頁（页面存档备份，存于）
- Assassin's Creed 刺客、騎士與城市追逃 （页面存档备份，存于）
- 刺客信条中文维基 （页面存档备份，存于）